# Jäkelskapserien
Jäkelskapserien (alternativ stavning Jäkelskapsserien) är samlingsnamnet på en trilogi uppsättningar folklustspel på Vallarnas friluftsteater i Falkenberg 2001–2003 i samarbete med Stefan & Krister. Stefan Gerhardsson fanns med på scen vid samtliga uppsättningar, medan Krister Classon (då Claesson) stod för manus och regi (de första av duons uppsättningar han ej medverkat på scen). De två första uppsättningarna besöktes av totalt 200 000 betalande åskådare, och sågs av miljonpublik vid de första visningarna via TV4. Efter den tredje hade totalt 450 föreställningar arrangerats och tio Guldmasken-nomineringar, varav två vinster, hade tilldelats. Serien omfattar farserna Snålvatten och jäkelskap, Bröllop och jäkelskap samt Barnaskrik och jäkelskap i en handling som utspelar sig vid Kristerssons bondgård på den halländska landsbygden i slutet av 1940-talet (blott 2–4 år efter andra världskriget).
Jäkelskapserien blev den första av två trilogier på Vallarnas friluftsteater av detta team och i samarbete med 2Entertain.

## Etablerade rollfigurer
Följande rollfigurer har uppstått i minst två av uppsättningarna:
- Nils-Erik Kristersson (Stefan Gerhardsson): Make, far och gårdens ena ägare vars snålhet, egenmäktighet och lathet ofta utmärker sig.
- Matilda Kristersson (Siw Carlsson i första och andra, Eva-Lotta Bernström i tredje): Maka, mor och gårdens andra ägare som utöver sin lättrördhet styr och ställer det mesta på gården.
- Lennart Kristersson (Mikael Riesebeck): Nils-Eriks och Matildas vuxne son som i början framstår som en passiv och blyg ungkarl, men mer framåt när det lider mot bröllop och faderskap.
- Rakel Träff (Annika Andersson): En lejd piga och Lennarts blivande hustru (trots hennes karlfobi) i andra, gift Kristersson i tredje, uppsättningen.
- Dag-Otto Flink (Jojje Jönsson): En stolt och godhjärtad, men vettlös och tafflig, brevbärare med en utmärkande talstörning som tillbringar mer av sin arbetstid på Kristerssons gård (oftast till deras förtret) än att dela ut post. Denna rollfigur kom att få fortleva i många framtida folklustspel.
- Valdemar Olsson (Charlie Oscarsson i första, Håkan Klamas i andra och tredje): Kristerssons fattige granne som gärna flirtar med Matilda, och som Nils-Erik därför ständigt retar sig på.
- Inga Olsson (Jeanette Capocci): Valdemars dotter som blir VD och ägare för en handelsfirma och Lennarts övervakare, och kommer inför tredje (där hon ej medverkar) att ha gift sig och skaffat barn i Amerika.

### Gästroller och återuppståndelser
Endast Gösta Jansson och Jill Ung medverkade som gästskådespelare; Jansson med olika roller i de två första uppsättningarna, och Ung i den sista.
Rollfigurerna Nils-Erik och Matilda Kristersson återuppstod från farsen Hemvärn & påssjuka (1997), men här med en son istället för dotter. Rakel Träff ingick även i Bröstsim & gubbsjuka (1999), med referenser till "Dagmar" och "grosshandlaren" som således också utspelar sig vid samma tidevarv.